# Janovice v Podještědí
Janovice v Podještědí là một làng thuộc huyện Liberec, vùng Liberecký, Cộng hòa Séc.